# Comando da Área Central da RAAF
O Comando da Área Central foi um de vários comandos geográficos criados pela Real Força Aérea Australiana (RAAF) durante a Segunda Guerra Mundial. Foi formado em Março de 1940, e cobria a porção central de Nova Gales do Sul. Com quartel-general em Sydney, o Comando da Área Central foi responsável pela defesa aérea, reconhecimento aéreo e protecção aérea da orla costeira dentro da sua área. Foi dissolvido em Agosto de 1941 e as suas unidades foram distribuídas por outros comandos da RAAF. Apesar de ter havido propostas entre 1943 e 1944 para voltar a estabelecê-lo, nenhuma foi concretizada.

## História

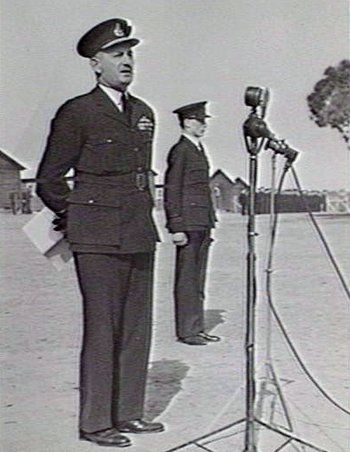
O Comodoro do Ar Cole, primeiro comandante do Comando da Área Central, discursando perante os pupilos do Esquema de Treino Aéreo do Império, em Agosto de 1940

Antes da Segunda Guerra Mundial, a Real Força Aérea Australiana era pequena o suficiente para todos os seus elementos serem controlados pelo próprio quartel-general da força aérea, em Melbourne. Depois do despoletar da guerra, em Setembro de 1939, a RAAF começou a implementar uma forma de comando descentralizada proporcional aos esperados aumentos de efectivos e unidades. A primeira medida tomada para ir de encontro com esta ideia foi a criação do Grupo N.º 1 e do Grupo N.º 2 para controlar as unidades em Vitória e em Nova Gales do Sul, respectivamente. Depois, entre Março de 1940 e Maio de 1941, a RAAF dividiu o continente australiano e a Nova Guiné em quatro áreas geográficas nas quais cada uma seria controlada por um comando: o Comando da Área Central, o Comando da Área do Sul, o Comando da Área Ocidental e o Comando da Área do Norte. Cada uma delas tinha a responsabilidade, nas respectivas áreas, de providenciar defesa aérea, protecção aérea da orla costeira e realizar reconhecimento aéreo. Cada um dos comandos ficou com um oficial comandante responsável pela administração e pelas operações de todas as bases aéreas e unidades dentro das respectivas áreas.

O Grupo N.º 2, que havia sido estabelecido no dia 20 de Novembro de 1939, foi re-estabelecido como um dos dois primeiros comandos, o Comando da Área Central, em Março de 1940. Com quartel-general em Sydney, este comando passou a controlar todas as unidades da força aérea em Nova Gales do Sul, com excepção daquelas na zona sul de Riverina e no norte da região. As unidades de Queensland também ficaram temporariamente sob a dependência do Comando da Área Central até à criação do Comando da Área do Norte. O comandante inaugural do Comando da Área Central foi o Comodoro do Ar Adrian Cole, que havia anteriormente sido comandante do Grupo N.º 2. O seu oficial sénior de equipa era o Comandante de asa Alan Charlesworth.

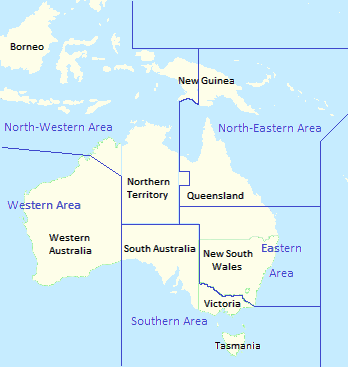
Comandos de Área da RAAF, em Novembro de 1942

Em Maio de 1940 foi reportado que o quartel-general do comando mudaria de "Mont Loana" em Point Piper para a mansão "Kilmory" que se situava nas imediações. Em Dezembro de 1940, Cole entregou a chefia do comando ao Comodoro do Ar William Anderson. Em Agosto de 1941, o programa de instrução da RAAF estava em expansão, o que levou à necessidade de estabelecer-se organizações de treino de base semi-funcional e semi-geográfica. Por conseguinte, o Grupo de Treino N.º 2 foi formado em Sydney, assumindo a responsabilidade de comandar as unidades de treino que anteriormente estavam sob a hierarquia do Comando da Área Central, sendo esta dissolvido. As unidades do comando foram "dividas da forma com conveniente", de acordo com a história oficial da RAAF na Segunda Guerra Mundial, entre os comandos do sul e do norte.
A estrutura dos comandos da RAAF foi revista em 1942, depois do despoletar da Guerra do Pacífico. O Comando da Área do Norte foi dividido entre os novos Comando da Área Nordeste e Comando da Área Noroeste, e um novo comando em Nova Gales do Sul e zona sul de Queensland, o Comando da Área Oriental, foi criado, ficando assim estabelecidos cinco comandos. Em Outubro de 1943 o Quadro Aéreo propôs o re-estabelecimento do Comando da Área Central a partir do Comando da Área Oriental, que na altura era considerada demasiado grande para ser controlada por um único quartel-general. Este novo Comando da Área Central teria ficado responsável pelas unidades operacionais e de treino da zona sul de Queensland. Mais tarde, o gabinete de guerra australiano vetou esta proposta. Esta ideia voltou a tomar forma em Agosto de 1944, e desta vez um novo Comando da Área Central controlaria as unidades operacionais, de treino e de manutenção da zona sul de Queensland; contudo, uma vez mais, nada se materializou.